# Platylister humilis
Platylister humilis är en skalbaggsart som först beskrevs av Wilhelm Ferdinand Erichson 1834.  Platylister humilis ingår i släktet Platylister och familjen stumpbaggar. Inga underarter finns listade i Catalogue of Life.